# Valthermond
Valthermond is een lintdorp in de gemeente Borger-Odoorn, in het zuidoosten van de Nederlandse provincie Drenthe. Valthermond telde (volgens informatie van de gemeente Borger-Odoorn) op 1 januari 2023 3.405 inwoners.
Onder het dorp valt ook de buurtschap Kavelingen. Als men die meerekent kan gezegd worden dat het dorp 10,7 kilometer lang is. De dorpsstraat Zuiderdiep is 8,3 km lang.
Valthermond heeft 2e Exloërmond, Valthe, Nieuw-Weerdinge en Musselkanaal als buurdorpen.

## Geschiedenis
De geschiedenis van het dorp gaat terug tot 1853 en is verbonden met het veen. Voordat de Valthervenen werden ontgonnen had het gebied de aanblik van een woestenij: een groot moerasgebied met heide en hier en daar wat bosjes. In 1853 werd begonnen met het verlengen van het Stadskanaal vanaf de IJzeren Klap in Musselkanaal richting Valthe. Maar het graven ging niet snel genoeg en daarom werd besloten om een hoek van de Valthervenen af te snijden. Dit heeft tot een uniek planologisch resultaat geleid. Alle 19e-eeuwse ontginningen in het Gronings/Drents gebied bestaan uit loodrecht op elkaar staande veenafgravingen: Het voorste deel van Valthermond, Kavelingen genaamd, loopt enkelkanaals scheef ten opzichte van het Stadskanaal.
Van oudsher liep er een oude veenweg (de Valtherdreef) tussen de IJzeren Klap en Valthe. Deze weg vormde tevens de grens tussen het Exloërveen en het Valtherveen. Aan de zuidkant werd het Valtherveen begrensd door de Valtherdijk die van Valthe naar Zandberg liep. Het Valtherveen werd door een rooi - dat was de lijn midden tussen de Valtherdreef en de Valtherdijk - gescheiden in Noorder- en Zuiderplaatsen. Deze plaatsen waren zo’n 11 tot 13 hectare groot. Op deze rooi werden ten tijde van de vervening een tijdelijke weg aangelegd, ook de eerste (tijdelijke) woningen stonden aan deze rooi.
Valthermond is in tegenstelling tot de meest gebruikte methode (één kanaal) met een twee-kanalensysteem aangelegd. Door de Noorderplaatsen liep het ene kanaal en door de Zuiderplaatsen het andere. Van de Noorderplaatsen werd tussen het ene kanaal en de rooi een stuk verveend: dit werd een vooraf genoemd. Hetzelfde gebeurde op de Zuiderplaatsen tussen het daardoorheen lopende kanaal en de rooi. Zo kwamen er steeds vooraffen tegen elkaar aan te liggen. Op deze 'vooraffen' werden de eerste woningen, bedrijven en winkels gebouwd. Het voordeel van dit twee-kanalenstelsel is dat er minder bruggen nodig zijn. Om op de veenplaatsen tegenover de vooraffen te kunnen komen – hier lagen later de boerderijen – werden over de kanalen loopbruggen aangelegd die bij het passeren van de schepen afgedraaid konden worden. Voordat er evenwel aan bewoning viel te denken, moest het veen eerst worden afgegraven en de ontwatering van de veenplaatsen verder geregeld worden. De eerste woningen zijn gebouwd vanaf 1870.

## Ramp
Het dorp werd op 21 mei 1917 getroffen door een veenbrand die aan zestien mensen het leven kostte. In 2015 werd een monument onthuld ter nagedachtenis van de slachtoffers.

## Sportclubs
- VV Valthermond is de lokale voetbalclub.
- Sv Deko is een lokale sportvereniging.
- TC Valthermond is de lokale tennisvereniging.

## Geboren
- Christiaan Varenhorst (1990), beachvolleyballer
- Albert Koops (1962) , profvoetballer (SC Veendam)